# Retículo estrelado

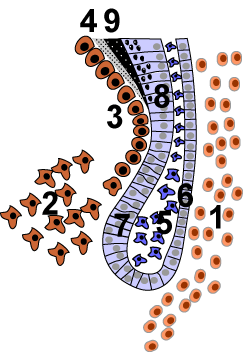
Área da alça cervical: (1) folículo dentário, (2) mesênquima dentário, (3) odontoblastos, (4) dentina, (5) retículo estrelado, (6) epitélio externo do esmalte, (7) epitélio interno do esmalte, (8) ameloblastos, (9) esmalte.

O retículo estrelado é um grupo de células localizado no centro do órgão do esmalte de um dente em desenvolvimento. Essas células têm formato de estrela e produzem glicosaminoglicanos. Conforme os glicosaminoglicanos são produzidos, a água é puxada para dentro das células, esticando-as. A medida em que elas se afastam umas das outras, as células do retículo mantêm contato umas com as outras por meio de desmossomos, resultando em sua aparência única. O retículo estrelado é perdido após a primeira camada de esmalte ser depositada. Isso aproxima as células do epitélio interno do esmalte dos vasos sanguíneos na periferia.